# Miguel
Miguel Tavares Veigna Pina (n. 26 februarie 1981, Lisabona, Portugalia), cunoscut ca Miguel este un fotbalist portughez care în prezent este liber de contract. Cel mai notabil club la care a evoluat este Gloria Bistrița.